# Iolaus jalysus
Iolaus jalysus är en fjärilsart som beskrevs av Felder 1865. Iolaus jalysus ingår i släktet Iolaus och familjen juvelvingar. Inga underarter finns listade i Catalogue of Life.